# 第110飛行隊 (イスラエル空軍)
イスラエル空軍 第110飛行隊（110 Squadron、ヘブライ語: טייסת 110） は、イスラエル航空宇宙軍の飛行隊である。別名として、ナイツ・オブ・ザ・ノース（Knights of The North Squadron）とも呼ばれる。

## 歴史
第110飛行隊は、1953年に約20機のデ・ハビランド モスキート FB.6および少数のデ・ハビランド モスキート T.3を装備する戦闘機部隊として、1951年に編成された第109飛行隊に続いてハツォール空軍基地に編成された。両飛行隊のモスキート FB.6は銀色に、T.3は黄色に塗装されており、第110飛行隊のモスキートのスピナーおよびラダーは黒色に塗装されていた。1955年にはイギリス海軍から放出された14機のデ・ハビランド モスキート TR.33が配備された（第110飛行隊は、イスラエルでモスキートTR.33を運用した唯一の飛行隊である）。またこの頃から、モスキートにダークブルー/ブラウンの2色の迷彩塗装が施されるようになった。
1956年の第二次中東戦争の時点では、モスキートは旧式化しつつあったが、第110飛行隊はモスキートでエジプト軍と戦う地上部隊への近接航空支援を行った。
1957年から1958年にかけてモスキートは退役し、代わってフランス製の双発ジェット戦闘機であるボートゥールIIAと、その複座爆撃機型であるボートゥールIIBを装備する飛行隊となり、ラマト・ダヴィド空軍基地を拠点とするようになった。1963年からは、第119飛行隊から複座夜間戦闘機型のボートゥールIINを移管され、運用を行った。また、これに先立つ1962年には、第117飛行隊から10機程度のグロスター ミーティア T.7を移管され、練習機あるいは標的曳航機として運用された。更に、1964年には、第107飛行隊から、戦闘機型のグロスター ミーティア F.8および写真偵察機型のグロスター ミーティア FR.9が移管された。
1967年の第三次中東戦争ではボートゥールIIAおよびIINが実戦投入され、初日に1機がシリア上空で撃墜されたが、翌日にはボートゥールがイラク軍のハンター戦闘機を撃墜した。
1970年から1971年にかけて、ボートゥールおよびミーティアが退役し、代わってA-4Hスカイホーク攻撃機を装備する飛行隊となった。1973年の第四次中東戦争では、イスラエル空軍機に対する防空網により損害を受けたが、アメリカ合衆国から供与されたA-4Eを補充され、1977年頃にはA-4Nに更新された。
1981年になると、第110飛行隊のA-4Nスカイホークは第102飛行隊、第115飛行隊に移管され、これに替わって新型のF-16A/B Netz戦闘機が配備され、第110飛行隊は第117飛行隊に続いてイスラエル空軍でF-16A/Bを運用する2番目の飛行隊となり、F-4戦闘機で7機撃墜の記録を持つエース・パイロットのアミル・ナフミが飛行隊長となった。
1981年6月7日には、第110飛行隊の4機のF-16と飛行隊長ナフミを含む4人のパイロットが、第117飛行隊の4機のF-16、第133飛行隊の6機のF-15と共に、イラクの原子炉への攻撃作戦（バビロン作戦）に参加した。
バビロン作戦から数週間後の7月14日、レバノン上空で作戦を行っていたイスラエル空軍のA-4の迎撃を試みたシリア空軍のMiG-21と、A-4の護衛を行っていた第110飛行隊所属機との間で空中戦が発生した。この戦闘で第110飛行隊長のナフミがMiG-21を1機撃墜し、これがF-16の空中戦での世界初の撃墜記録となった。
1982年の第一次レバノン戦争、イスラエルでの作戦名"ガリラヤの平和作戦"では、第110飛行隊は合計23機のシリア空軍機を撃墜した。飛行隊長のナフミはこの内6機を撃墜しており、合計14機を撃墜したイスラエル空軍トップエースの一人となった。
1987年頃には、第110飛行隊のF-16A/Bは新型のF-16C Block30 Barakに更新され、F-16A/Bの運用開始時と同様、第117飛行隊に続いてイスラエル空軍で2番目のF-16Cを運用する飛行隊となった。第110飛行隊が運用していたF-16A/Bは、同じく運用機種をF-16C Block30に更新していた第117飛行隊のF-16A/Bと共に、第140飛行隊および第253飛行隊に移管された。1991年には1機の複座型F-16D Block30 Brakeetも追加配備されている。
2017年2月の終わりに第110飛行隊は活動停止し、第110飛行隊が運用していたF-16C/Dは、それまでF-16Aを運用していたアグレッサー部隊である第115飛行隊に移管された。